# 伯納 (肯塔基州)
伯納（英語：Burna）是位於美國肯塔基州利文斯頓縣的一個人口普查指定地區。

## 人口
根據2020年美國人口普查的數據，伯納的面積為3.49平方千米，當中陸地面積為3.48平方千米，而水域面積為0.01平方千米。當地共有人口219人，而人口密度為每平方千米62.75人。